# Calyptotis
Calyptotis – rodzaj jaszczurek z podrodziny Sphenomorphinae w rodzinie scynkowatych (Scincidae).

## Zasięg występowania
Rodzaj obejmuje gatunki występujące we wschodniej Australii.

## Systematyka

### Etymologia
Calyptotis: gr. καλυπτος kaluptos „okryty, ukryty”, od καλυπτω kaluptō „okrywać”; -ωτις -ōtis „-uchy”, od ους ous, ωτος ōtos „ucho”.

### Podział systematyczny
Do rodzaju należą następujące gatunki: 
- Calyptotis lepidorostrum Greer, 1983
- Calyptotis ruficauda Greer, 1983
- Calyptotis scutirostrum (Peters, 1874)
- Calyptotis temporalis Greer, 1983